# Concepción (Copán)
Concepción (uit het Spaans: "Onbevlekte Ontvangenis") is een gemeente (gemeentecode 0403) in het departement Copán in Honduras.
Het dorp heette eerst Las Piedras en maakte deel uit van de gemeente Santa Rosa de Copán. Vanaf 1907 hoorde het bij de gemeente Dulce Nombre. In 1918 werd het een zelfstandige gemeente, en veranderde de naam in Concepción.
De hoofdplaats ligt aan de rivier Las Piedras.

## Bevolking
De bevolking is als volgt verdeeld:
| Vrouwen | 4092 | 49,2% |
| Mannen  | 4219 | 50,8% |

## Dorpen
De gemeente bestaat uit twaalf dorpen (aldea), waarvan de grootste qua inwoneraantal: Candelaria (code 040305) en San José de las Quebraditas (040310).